# Liga Comunista Revolucionaria (Francia)
La Liga Comunista Revolucionaria (en francés: Ligue communiste révolutionnaire) (LCR) fue un partido político trotskista de extrema izquierda de la sección francesa de la Cuarta Internacional reunificada. Su último portavoz fue Olivier Besancenot. En febrero de 2009, se disolvió y creó el Nuevo Partido Anticapitalista.

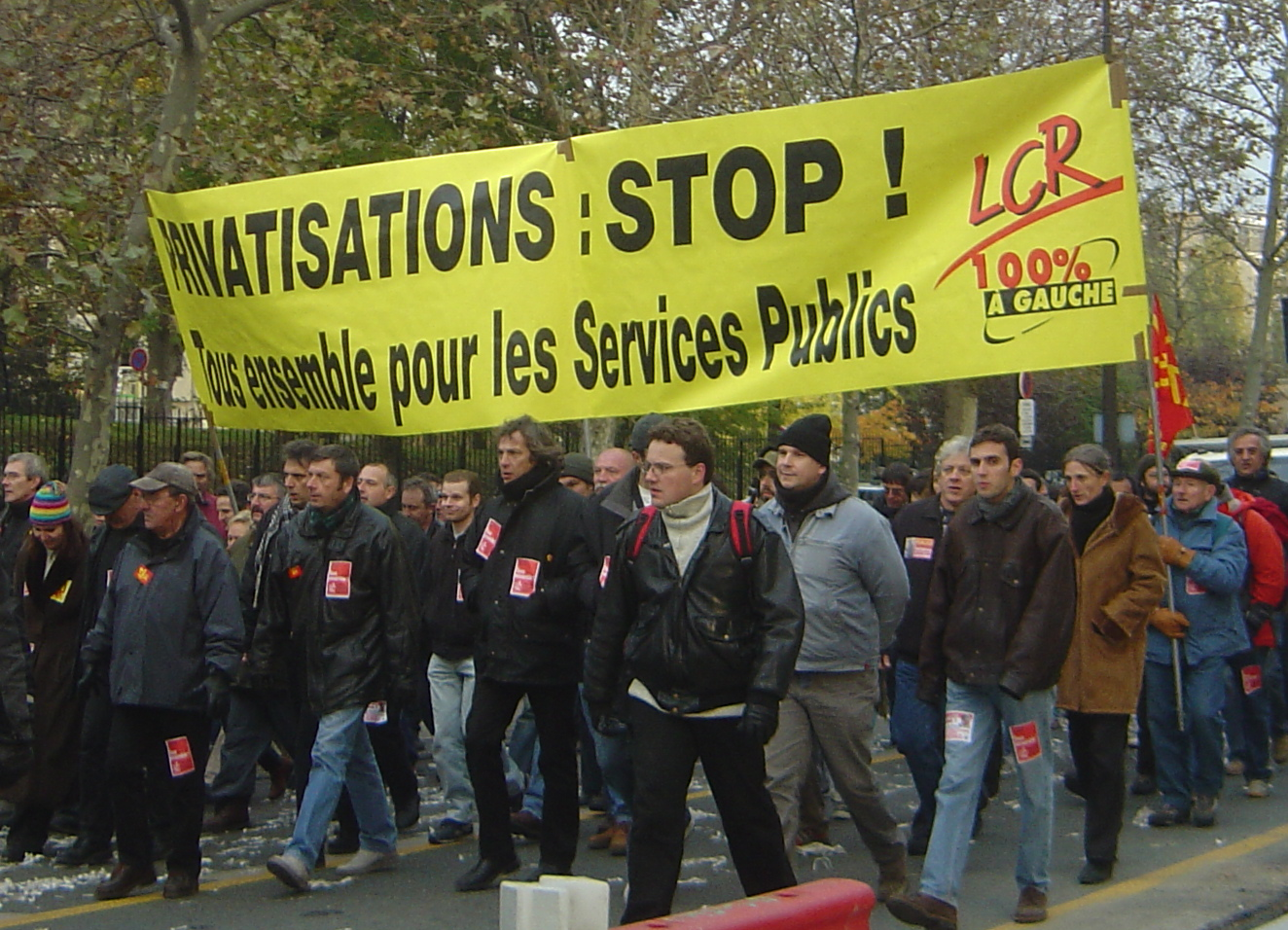
Manifestantes de la LCR durante una movilización en defensa de los servicios públicos.

## Dirigentes históricos
- Alain Krivine
- Daniel Bensaïd